# Ana Birchall
Ana Birchall (ur. 30 sierpnia 1973 w Mizilu) – rumuńska polityk i prawniczka, parlamentarzystka, w 2017 minister delegowany ds. europejskich, od 2018 do 2019 wicepremier, w 2019 minister sprawiedliwości.

## Życiorys
Jest absolwentką prawa na Uniwersytecie Bukareszteńskim z 1996. Kształciła się następnie w Yale Law School (wydziału prawa Uniwersytetu Yale), uzyskując magisterium (2000) i doktorat (2002). Przed wyjazdem do Stanów Zjednoczonych pracowała jako prawniczka, w latach 2002–2003 była adwokatem w firmie prawniczej White & Case. Po powrocie do Rumunii pełniła funkcję doradcy ministra spraw zagranicznych oraz senackiej komisji spraw zagranicznych. W 2005 została wykładowczynią na uczelni niepublicznej Universitatea Creștină Dimitrie Cantemir, zajmując się też praktyką prawniczą. Związana z grupą WEConnect International oraz z organizacją Vital Voices.
Zaangażowała się w działalność polityczną w ramach Partii Socjaldemokratycznej. Obejmowała różne funkcje w partyjnych strukturach, między innymi w 2012 została doradczynią przewodniczącego partii do spraw polityki zagranicznej, a w 2016 zastępczynią sekretarza generalnego PSD odpowiedzialną za stosunki międzynarodowe. W 2012 pełniła funkcję doradcy premiera Victora Ponty. W tym samym roku uzyskała mandat posłanki do Izby Deputowanych z okręgu Vaslui, który utrzymała również w wyborach w 2016.
W styczniu 2017 objęła stanowisko ministra delegowanego do spraw europejskich w rządzie Sorina Grindeanu. Funkcję tę pełniła do końca urzędowania tego gabinetu w czerwcu 2017. W styczniu 2018 została wicepremierem odpowiedzialnym za współpracę międzynarodową i realizację partnerstw strategicznych w rządzie Vioriki Dăncili. Od kwietnia 2019 pełniła obowiązki ministra sprawiedliwości, a w czerwcu tegoż roku otrzymała nominację na tę funkcję. Do lipca czasowo jeszcze pełniła obowiązki wicepremiera. Urzędowanie na stanowisku ministra zakończyła wraz z całym gabinetem w listopadzie 2019. W tym samym miesiącu została wykluczona z PSD.
W 2024 wystartowała jako kandydatka niezależna w wyborach prezydenckich. W pierwszej turze otrzymała 0,5% głosów, zajmując 10. miejsce spośród 14 zarejestrowanych pretendentów. Proces wyborczy został jednak w całości unieważniony przed drugą turą; Ana Birchall nie wystartowała w kolejnych wyborach w 2025.